# Joshua Bluhm
Joshua Bluhm (* 11. September 1994 in Kiel) ist ein ehemaliger deutscher Bobsportler, Fußballer und Leichtathlet.

## Karriere
Zunächst war Joshua Bluhm Fußballer. Er absolvierte mehrere Testspiele bei den Vereinen Holstein Kiel, Hamburger SV und FC St. Pauli, wurde jedoch nicht verpflichtet. Aufgrund seiner Sprinterqualitäten nahm ihn die Leichtathletikabteilung von Bayer 04 Leverkusen auf. Für diesen Sportartwechsel verließ Bluhm mit 16 Jahren sein Elternhaus in Nortorf. Nachdem er seinen Wohnsitz nach Leverkusen verlegt hatte, gewann er mit der Sprintstaffel von Bayer 04 Leverkusen die deutschen Jugendmeisterschaften 2011 und 2012 in der Disziplin 4-mal 100 Meter.
Im Jahr 2013 wurde Joshua Bluhm von Athletiktrainer Thomas Prange auf einem Sprintlehrgang des Deutschen Leichtathletik-Verbandes angesprochen und überzeugt, sich im Bobsport als Anschieber zu versuchen, da er trotz seines hohen Gewichts sehr gute Sprintleistungen erbrachte. Bluhm verlegte seinen Wohnort nach Paderborn, wo er parallel zum Training bei Thomas Prange auch ein Linguistikstudium aufnahm.
Im Januar 2014 feierte er schließlich seine Weltcup-Premiere, wo er bei seinem ersten Einsatz im Team der deutschen Bobnationalmannschaft den Bronzerang einfuhr. Am 23. Januar gab der Deutsche Olympische Sportbund Bluhms Nominierung für die Olympischen Spiele 2014 in Sotschi bekannt. Diese bestritt er auf dem Schlitten von Thomas Florschütz zusammen mit Christian Poser und Kevin Kuske und wurde Siebter im Viererbobrennen.
Bei den Weltmeisterschaften 2015 in Winterberg gewann er als Anschieber von Johannes Lochner die Silbermedaille im Zweierbob. Bei den Weltmeisterschaften 2016 in Innsbruck konnten die beiden erneut die Silbermedaille gewinnen. Im Jahr 2017 errang das Duo bei den Weltmeisterschaften 2017 die Bronzemedaille im Zweierbob und konnte erstmals den Weltmeistertitel im Viererbob gewinnen. Bei den Bob- und Skeleton-Europameisterschaften 2018 in Igls gewannen Lochner und Bluhm Gold im Zweierbob und Bronze im Viererbob. Während der Olympischen Winterspiele 2018 trennten sich die beiden, Christopher Weber nahm seinen Platz im Zweierbob ein.
Am 1. März 2020 gewann er mit Pilot Nico Walther bei der Weltmeisterschaft in Altenberg die Bronzemedaille im Viererbob.
Von 2014 war Bluhm fester Bestandteil der deutschen Bobnationalmannschaft. Er erklärte 2021 seinen Rücktritt.

## Privates
Am 27. Juni 2015 verunglückte Bluhm bei einem Motorradunfall, welchen er schwer verletzt überlebte. In derselben Saison, in der sich der Unfall ereignete, errang er mit Pilot Johannes Lochner bei den Weltmeisterschaften in Innsbruck noch die Silbermedaille im Zweierbob.
Für diese Leistung bekam er den Bayerischen Sportpreis verliehen. Seit 2015 hatte Bluhm einen Wohnsitz in München.